# VC-1
VC-1 és el nom informal per al còdec de vídeo estàndard SMPTE 421M. El 3 d'abril de 2006, SMPTE va anunciar la publicació de l'estàndard VC-1 com SMPTE 421M. La seua implementació més popular és Windows Media Video 9.
És una evolució del disseny del còdec de vídeo basat en DCT que també podem trobar en H.261, H.263, MPEG-1, MPEG-2, i MPEG-4. És àmpliament caracteritzat com una alternativa els últims còdecs de vídeo estàndard ITU-T i MPEG, conegut com a H.264/MPEG-4 AVC. VC-1 conté eines de codificació tant per a seqüències de vídeo entrellaçades com per a codificació progressiva. L'objectiu principal del desenvolupament i estandardització de VC-1 és donar suport a la compressió de contingut entrellaçat sense haver de convertir-lo primer a progressiu, fent-lo més atractiu per a professionals de la indústria de la difusió i el vídeo.
A pesar que és àmpliament considerat com un producte de Microsoft, actualment hi ha 15 companyies en el consorci de la patent de VC-1 (el 17 d'agost de 2006). Com estàndard SMPTE, VC-1 està obert a implementacions d'uns altres, encara que cal hipotèticament que els implementadors paguen una quota per llicències al MPEG LA, a l'organisme de llicències LLC o directament als seus membres, qui posseeixen patents essencials per al format (degut al fet que aquest és un organisme de llicències no-exclusiu).
Tant HD DVD com Blu-ray han adoptat VC-1 com a estàndard de vídeo obligatori, el que significa que els seus dispositius de reproducció de vídeo han de ser capaços de decodificar i reproduir contingut de vídeo comprimit amb format VC-1. Windows Vista suporta parcialment reproducció de HD DVD, incloent el decodificador VC-1 i components relacionats que són necessaris per a la reproducció de pel·lícules HD DVD codificades amb VC-1.
El projecte FFmpeg inclou una implementació oberta d'este còdec.
Microsoft ha designat a VC-1 com el còdec de vídeo oficial per a la Videoconsola Xbox 360, i els desenvolupadors de jocs poden utilitzar VC-1 per a les escenes de vídeo incloses en els jocs. Per mitjà d'una actualització el 31 d'octubre de 2006, la gent pot reproduir ara tots els formats de Windows Media Vídeo en la Xbox 360 des d'un disc, dispositiu d'emmagatzematge USB, o streaming des dels seus PC mitjançant Windows Media Connect/Windows Media Player 11. Açò permet a qualsevol reproduir fitxers codificats amb VC-1 en la consola.

## Implementacions del còdec
L'especificació del còdec VC-1 ha estat fins ara implementada per Microsoft en la forma de 3 còdecs, cadascun identificat amb un codi FourCC únic.

### WMV3
WMV3, més conegut com a còdec Windows Media Video 9, va servir com la base per al desenvolupament de l'especificació del còdec VC-1. Com a resultat, els Perfils Simple i Main de VC-1 han romàs completament fidels a la implementació existent WMV3, fent als bitstreams WMV3 totalment compatibles amb VC-1 des del principi.
El còdec WMV3 va ser dissenyat per a donar suport a la codificació progressiva per a monitors de PC. Una manera de codificació entrellaçada va ser implementat, però ràpidament va quedar obsolet quan Microsoft va iniciar la implementació del Perfil Advanced de WMV. Mentre que la codificació progressiva WMV3 va ser implementada en l'espai de color YUV 4:2:0, la manera entrellaçada obsolet va ser implementat en l'espai de color, menys comú, YUV 4:1:1.
El còdec Windows Media Video 9 (WMV3) implementa les maneres Simple i Main del còdec estàndard VC-1, oferint vídeo d'alta qualitat per a streaming i descàrregues. "Ofereix suport per a un ampli rang de bit rates, des de contingut d'alta definició a un bit rate de, entre la meitat a la tercera part, del necessari en MPEG-2, fins a vídeo per a Internet a baix bit rate, servit fins i tot mitjançant un mòdem dial-up. Aquest còdec també suporta vídeo descarregable de qualitat professional amb dues passades en la codificació, i bit rate variable (VBR). Windows Media Vídeo 9 ja està suportat per una gran varietat de reproductors i dispositius."
Un alt nombre de pel·lícules d'alta definició i vídeos han estat publicats comercialment en un format malanomenat WMV HD. Aquests títols estan codificats amb el Perfil Main de WMV3 @ High Level (MP@HL).

### WMVA
WMVA va ser la implementació original del Perfil Advanced de WMV, previ a l'acceptació de l'esborrany de VC-1 del SMPTE. El còdec va ser distribuït amb Windows Media Player 10 i els paquets d'instal·lació de Windows Media Format SDK 9.5. Hi ha menudes diferències en el bitstream entre WMVA i WVC1, pel que conseqüentment WMVA és manejat per un decodificador DirectShow diferent a WVC1. Alguns decodificadors maquinari i programari de terceres parts només decodifiquen contingut basat en WMVA. En 2006, WMVA era considerat còdec obsolet degut al fet que no és completament compatible amb VC-1.

### WVC1
WVC1, també conegut com a Perfil Advanced de Windows Media Video 9, implementa el Perfil Advanced del còdec estàndard VC-1. Ofereix suport per a contingut entrellaçat, i el seu transport independentment. Amb la versió prèvia del còdec Windows Media Video 9 Sèries, els usuaris podrien distribuir contingut progressiu a ràtios tan baixos com una tercera part del còdec MPEG-2, obtenint tanmateix la mateixa qualitat de MPEG-2. El Perfil Advanced del còdec Windows Media Video també ofereix aqueixa mateixa millora en l'eficiència de codificació de continguts entrellaçats.